# Vanessa Carlton
Vanessa Lee Carlton (Milford, 16 agosto 1980) è una cantautrice e pianista statunitense.

## Biografia
Ha incominciato a suonare il piano sin da bambina ricevendo i suoi primi insegnamenti dalla madre. All'età di due anni sapeva già suonare It's a Small World, cosa che colpì la madre a tal punto da spingerla a educare la figlia all'ascolto dei maggiori esponenti della musica classica come Mozart e Erik Satie. Oltre alla musica, Vanessa coltiva anche la passione per la danza e si diploma alla School of American Ballet.
Ha frequentato la Columbia University e si è esibita in club della zona di Manhattan per diverso tempo. In quel periodo incontra Peter Zizzo in un circolo di cantautori: pochi mesi dopo, Zizzo la invita nel proprio studio di registrazione per registrare una demo con strumenti che accompagnavano la voce e il piano di Vanessa. Tre mesi dopo la registrazione firma un contratto con la Interscope Records con cui inizia a registrare sotto la supervisione dello stesso Zizzo l'album Rinse, che non viene però mai pubblicato. Questo disco conteneva dodici tracce, molte delle quali inserite poi nell'album di esordio Be Not Nobody, come Ordinary Day, Rinse, Pretty Baby, Twilight, Interlude (che sarà poi rinominata A Thousand Miles); e canzoni che rimangono inedite e conosciute solo grazie ai bootleg come All I Ask, Superhero e Carnival, canzone quest'ultima che è stata registrata di nuovo col titolo Dark Carnival per fare da colonna sonora di un videogioco del 2003, Spy Hunter 2.
Si fa conoscere al grande pubblico con il singolo A Thousand Miles, tratto dal suo album di esordio Be Not Nobody, prodotto da Ron Fair (2002). Sia l'album che il singolo ottengono un enorme successo: l'album viene certificato disco di platino negli Stati Uniti, dove raggiunge la 5ª posizione, mentre il singolo entra in varie classifiche, raggiungendo la prima posizione in Australia e top 10 in vari paesi, tra cui Belgio, Francia, Italia, Nuova Zelanda, Regno Unito, Stati Uniti e Svizzera. Il singolo è accompagnato dall'iconico video musicale in cui Vanessa attraversa la città a bordo del suo pianoforte. Il singolo seguente, Ordinary Day, ebbe tuttavia minor successo, e l'ultimo estratto, Pretty Baby, non riuscì a entrare nella Billboard Hot 100. Nel 2003 ha ricevuto tre nomination per i Grammy Award nelle categorie disco dell'anno, canzone dell'anno e migliore arrangiamento strumentale per A Thousand Miles. Ha anche realizzato, insieme con i Counting Crows, la cover di Joni Mitchell, Big Yellow Taxi, registrata per la colonna sonora del film Two Weeks Notice - Due settimane per innamorarsi con il premio Oscar Sandra Bullock e Hugh Grant. Nel 2004 collabora con il cantante Zucchero Fornaciari, e con Haylie Ecker al violino, nella canzone Indaco dagli occhi del cielo (cover della canzone dei Korgis Everybody's Got to Learn Sometime). La canzone ha avuto un discreto successo, entrando in classifica in Francia. Ha anche collaborato con Kimya Dawson nell'album Hidden Vagenda.
Il secondo album, Harmonium, è stato pubblicato nel novembre 2004, anticipato dal singolo White Houses. Prodotto da Stephan Jenkins, Harmonium non ha raggiunto le prime venti posizioni della classifica Billboard 200 statunitense, e sia l'album sia il singolo non hanno replicato il successo commerciale dei precedenti, il che la conduce a separarsi dalla sua etichetta discografica, la A&M Records.
Nell'ottobre 2007 Vanessa Carlton pubblica il suo terzo album, Heroes & Thieves, dal quale vengono estratti i singoli Nolita Fairytale e Hands on Me. Carlton produce il suo quarto lavoro, Rabbits on the Run, nel 2011, e l'album rappresenta una svolta nella carriera artistica della cantautrice che si traduce in una nuova sensibilità musicale, più matura e ricercata, e una scrittura introspettiva e originale. Nel 2012 Carlton pubblica per le vacanze natalizie l'EP Hear the Bells e inizia la preparazione del suo quinto studio album, Liberman. Nella primavera 2015 pubblica il singolo Young Heart e nell'estate 2015 pubblica l'EP Blue Pool: entrambi hanno lo scopo di introdurre stile e tematiche del suo nuovo album che viene pubblicato il 23 ottobre 2015 in doppia versione, semplice e deluxe. Liberman ha ricevuto giudizi e recensioni molto positivi dalla critica.
Al termine del tour con date negli Stati Uniti, Canada ed Europa, il 21 ottobre 2016 Vanessa Carlton fa uscire il primo album dal vivo della sua carriera, Liberman Live, registrato integralmente durante il suo concerto a Nashville (Stati Uniti). Successivamente, il 17 febbraio 2017 pubblica un secondo mini-album live, Earlier Things Live, che contiene alcune delle sue hit più famose (tra cui A Thousand Miles e White Houses) cantate durante il tour.
Il 23 marzo 2018 Vanessa Carlton pubblica la cover di Call Your Girlfriend, singolo tratto dall'album Body Talk della cantante svedese Robyn. Nei mesi successivi ha pubblicato Dreams dei Fleetwood Mac, seguito da Only Love Can Break Your Heart di Neil Young, Little Bit of Rain di Karen Dalton, Needle in the Hay di Elliott Smith e, infine, accompagnato da un coreografico video musicale, Lonely Girls di Lucinda Williams. Il 23 novembre 2018 ha pubblicato un triplo vinile Double Live & Covers che, oltre a raccogliere queste sei cover, contiene anche i due suoi album Liberman Live ed Earlier Things Live.
Il 27 giugno 2019 Vanessa Carlton ha esordito a Broadway come protagonista del musical Beautiful: The Carole King Musical che l'ha vista impegnata tutta l'estate e che ha riscosso molto successo.
Il 23 novembre 2019 Vanessa Carlton ha lanciato il suo nuovo singolo Future Pain, insieme a un video musicale, a cui hanno fatto seguito altri due singoli The Only Way to Love e Miner's Canary. Il 27 marzo 2020 è uscito Love Is an Art, il sesto album in studio.

## Vita privata
Nel giugno 2010 Vanessa Carlton, cantando al Nashville Pride, ha dichiarato di essere bisessuale. Sostenitrice dei diritti LGBT e contro la liberalizzazione delle armi, Carlton partecipa a diverse campagne per i diritti civili e a favore dell'ambiente. Il 27 dicembre 2013 Carlton convola a nozze con John McCauley III (dei Deer Tick). La cerimonia è officiata da Stevie Nicks. Il 13 gennaio 2015 Vanessa Carlton, dopo una precedente gravidanza andata male, dà alla luce la sua primogenita Sidney Aoibheann McCauley-Carlton. Attualmente vive a Nashville con la sua famiglia e i suoi due cani Lord Victor e Sinatra.

## Discografia

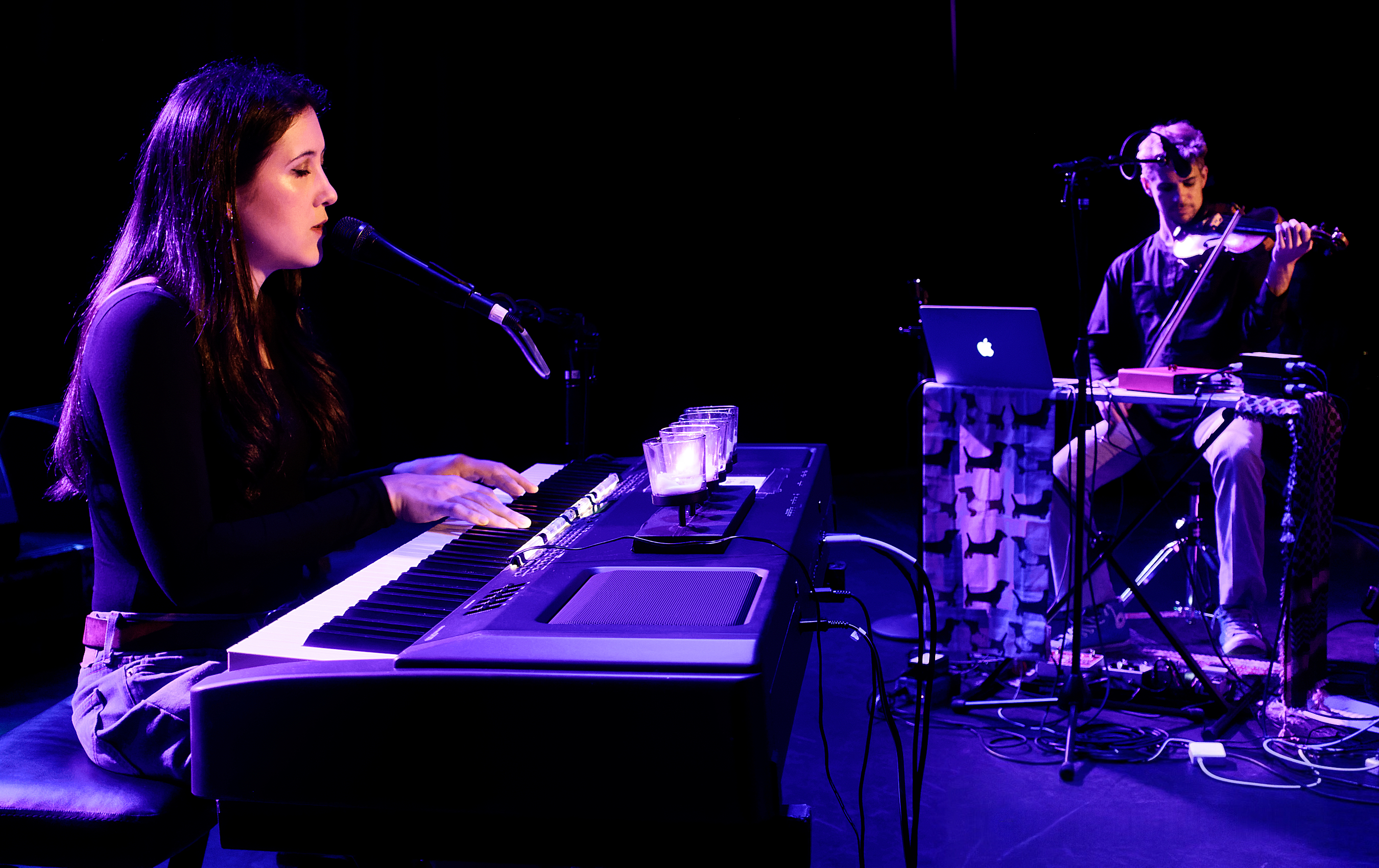
Vanessa Carlton durante una esibizione live nel 2016

### Album
- 2002 - Be Not Nobody
- 2004 - Harmonium
- 2007 - Heroes & Thieves
- 2011 - Rabbits on the Run
- 2015 - Liberman
- 2020 - Love Is an Art

### Live
- 2016 - Liberman Live
- 2017 - Earlier Things Live

### Compilation
- 2011 - Best of Vanessa Carlton

### Singoli
- 2002 - A Thousand Miles
- 2002 - Ordinary Day
- 2002 - Pretty Baby
- 2003 - Big Yellow Taxi (Counting Crows feat. Vanessa Carlton)
- 2004 - Indaco dagli occhi del cielo (Zucchero Fornaciari feat. Vanessa Carlton)
- 2004 - White Houses
- 2007 - Nolita Fairytale
- 2008 - Hands on Me
- 2011 - Carousel
- 2011 - I Don't Want to Be a Bride
- 2011 - Dear California
- 2011 - Hear the Bells
- 2013 - I'll Wait for You
- 2015 - Young Heart
- 2015 - Operator
- 2015 - House Of Seven Swords
- 2016 - Nothing Where Something Used To Be (Steve Osborne Remix)
- 2016 - River (Live)
- 2018 - Call Your Girlfriend (Robyn cover)
- 2018 - Dreams (Fleetwood Mac cover)
- 2018 - Only Love Can Break Your Heart (Neil Young cover)
- 2018 - Little Bit of Rain (Karen Dalton cover)
- 2018 - Needle in The Hay (Elliott Smith cover)
- 2018 - Lonely Girls (Lucinda Williams cover)
- 2019 - Future Pain
- 2020 - The Only Way to Love
- 2020 - Miner's Canary

### Singoli promozionali
- 2004 - Private Radio
- 2005 - Who's to Say
- 2015 - Blue Pool
- 2015 - Willows

### EP
- 2011 - Hear the Bells
- 2015 - Blue Pool